# Bisschopshaak

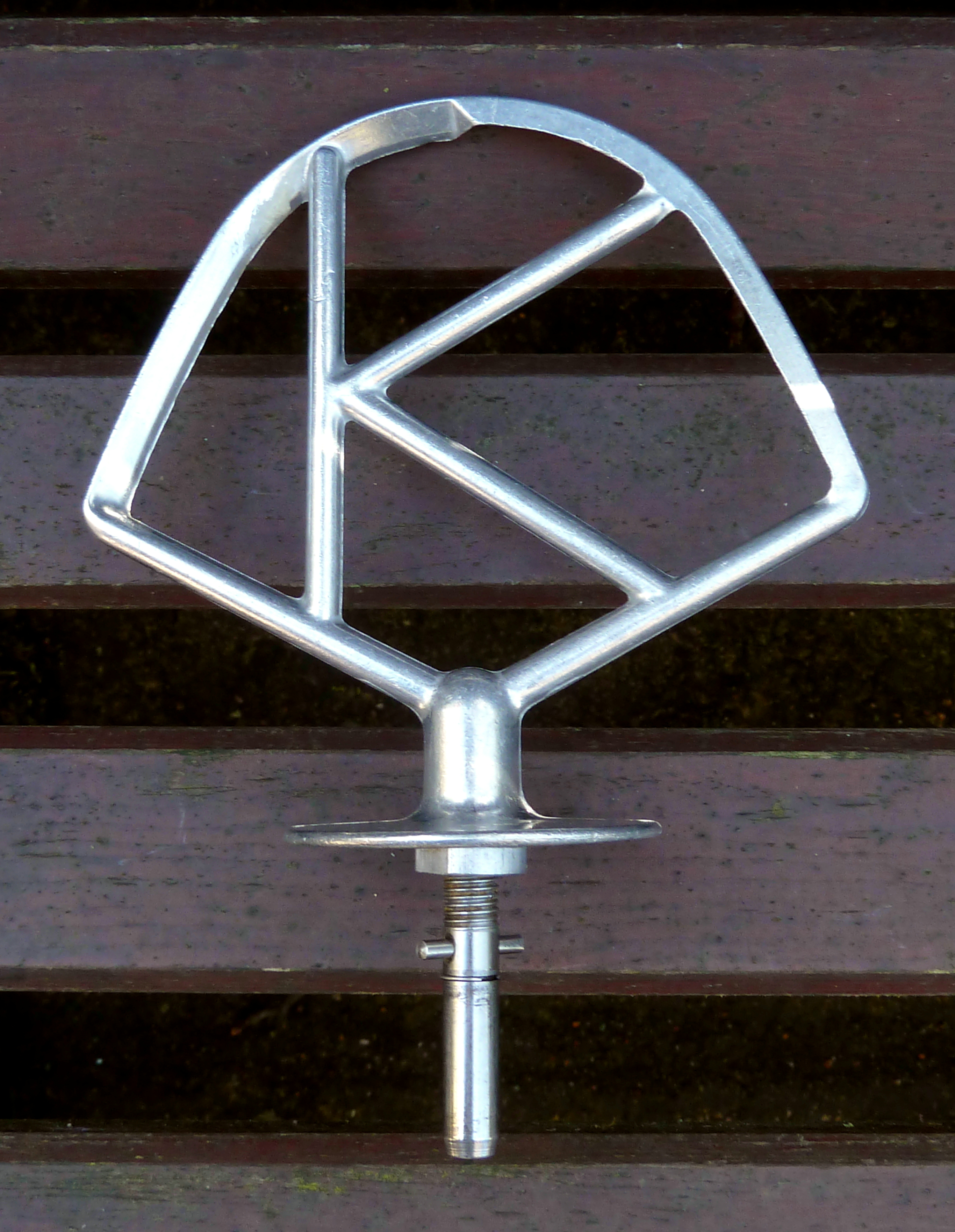
Een bisschopshaak

Een bisschopshaak is een accessoire, welke geleverd wordt bij een 
mixer of keukenmachine.
De platte menghaak dient te worden gebruikt voor het vermengen van beslag. De haak kneedt het beslag niet, daartoe dient een kneedhaak. Sommige bisschopshaken zijn herkenbaar door de K-vorm in de haak.